# Asterix na olimpiadzie
Asterix na olimpiadzie (fr. Astérix aux jeux olympiques, niem. Asterix bei den Olympischen Spielen, ang. Asterix at the Olympic Games, 2008) – niemiecko-hiszpańsko-francuski film przygodowy, trzeci fabularny film opowiadający o przygodach dzielnego Galla Asteriksa. Scenariusz oparto na podstawie komiksów autorstwa René Goscinnego i Alberta Uderzo. Światowa premiera filmu odbyła się w 13 stycznia 2008 roku (w Polsce 25 stycznia 2008).
Budżet filmu wyniósł 93,7 milionów dolarów. W momencie premiery była to najdroższa filmowa produkcja europejska.

## Fabuła
Zbliżają się pierwsze Igrzyska olimpijskie, w których mogą wziąć udział również Rzymianie. Galowie stwierdzili, że od czasu gdy ich kraj został podbity przez Juliusza Cezara, w pewniej części też należą do Rzymian. Stąd też decyzja o wzięciu udziału w igrzyskach. Gdy Rzymianie dowiedzieli się o planach, wycofali się z treningów, bo wiedzieli, że z magicznym napojem Galów nie mają szans na wygraną. Nie wszyscy jednak podzielą tę decyzję.

## Obsada
- Clovis Cornillac – Astériks
- Gérard Depardieu – Obéliks
- Alain Delon – Juliusz Cezar
- Franck Dubosc – Kakofoniks
- Benoît Poelvoorde – Brutus
- José Garcia – Zapchleniusz
- Jérôme Le Banner – Klaudiusz Twardzieusz
- Stéphane Rousseau – Romantiks
- Jean-Pierre Cassel – Panoramiks
- Vanessa Hessler – Irina
- Boulli Lanners – Irytos
- Michael Schumacher – Schumiks
- Zinédine Zidane – Dziesiętiks[3]
- Jamel Debbouze – Numernabis
- Nathan Jones – Gigantus
- Amélie Mauresmo – Ameliks
- Tony Parker – Tonus
- Jean Todt – Jean
- Adriana Karembeu – pani Długowieczniksowa
- Alexandre Astier – Mordikus
- Michael Herbig – Wyrwałomus
- Santiago Segura – Konowałus
- Luca Bizzarri – Alfa
- Jean-Pierre Castaldi – Gajus Pięknus
- Sim – Długowieczniks